# Copa Melanesia 1989
La Copa Melanesia 1989 fue la segunda edición del torneo que englobaba a los equipos de dicha región geográfica de Oceanía. Se disputó en Fiyi entre el 28 de octubre y el 4 de noviembre.
La selección local obtuvo su segundo título al posicionarse primero en la tabla de posiciones. Fue el primer torneo en el que participó Papúa Nueva Guinea, ausente en la primera edición.

## Clasificación
| Equipo             | Pts | PJ | PG | PE | PP | GF | GC | DG  |
| ------------------ | --- | -- | -- | -- | -- | -- | -- | --- |
| Fiyi               | 10  | 4  | 3  | 1  | 0  | 7  | 2  | 5   |
| Nueva Caledonia    | 9   | 4  | 3  | 0  | 1  | 9  | 5  | 4   |
| Islas Salomón      | 5   | 4  | 1  | 2  | 1  | 2  | 2  | 0   |
| Papúa Nueva Guinea | 4   | 4  | 1  | 1  | 2  | 5  | 4  | 1   |
| Vanuatu            | 0   | 4  | 0  | 0  | 4  | 2  | 12 | -10 |

## Resultados
| 28 de octubre de 1989 | Vanuatu | 0:2 | Islas Salomón |             |  |
|                       |         |     |               | Árbitro(s): |  |

| 26 de octubre de 1989 | Fiyi | 2:1 | Papúa Nueva Guinea |             |  |
|                       |      |     |                    | Árbitro(s): |  |

| 30 de octubre de 1989 | Islas Salomón | 0:2 | Nueva Caledonia |             |  |
|                       |               |     |                 | Árbitro(s): |  |

| 30 de octubre de 1989 | Fiyi | 2:1 | Vanuatu |             |  |
|                       |      |     |         | Árbitro(s): |  |

| 31 de octubre de 1989 | Nueva Caledonia | 0:3 | Fiyi |             |  |
|                       |                 |     |      | Árbitro(s): |  |

| 31 de octubre de 1989 | Papúa Nueva Guinea | 3:0 | Vanuatu |             |  |
|                       |                    |     |         | Árbitro(s): |  |

| 3 de noviembre de 1989 | Vanuatu | 1:5 | Nueva Caledonia |             |  |
|                        |         |     |                 | Árbitro(s): |  |

| 3 de noviembre de 1989 | Islas Salomón | 0:0 | Papúa Nueva Guinea |             |  |
|                        |               |     |                    | Árbitro(s): |  |

| 4 de noviembre de 1989 | Islas Salomón | 0:0 | Fiyi |             |  |
|                        |               |     |      | Árbitro(s): |  |

| 4 de noviembre de 1989 | Nueva Caledonia | 2:1 | Papúa Nueva Guinea |             |  |
|                        |                 |     |                    | Árbitro(s): |  |

| Bandera de Fiyi |
| Campeón Fiyi    |
| Segundo título  |